# Орден Лилии
Орден Лилии (фр. Décoration du Lys или Ordre du Lys) — почётный знак отличия, учреждённый во Франции вскоре после реставрации Бурбонов в 1814 году.

## История
4 апреля 1814 года сенатом Франции была провозглашена реставрация династии Бурбонов на французском престоле. 11 апреля к Парижу прибыл брат короля, граф Артуа. Опасаясь приверженности армейских частей Наполеону, граф Артуа решил полагаться для поддержания порядка на Национальную гвардию Парижа, состоящую в основном из представителей городской буржуазии. 12 апреля он въехал в Париж в сопровождении 600 национальных гвардейцев.
Приказом от 26 апреля 1814 года граф Артуа учредил для Национальной гвардии Парижа особую награду — знак отличия Лилии, в виде цветка лилии, подвешенного к белой ленте. Награда предназначалась для отличившихся мужеством и самоотверженностью, в том числе пострадавших или раненых, при сохранении в столице порядка и безопасности 30 марта, при охране имущества, жизни и чести парижан, и при охране королевской семьи.
Король Людовик XVIII приказом от 9 мая 1814 года утвердил учреждение знака отличия Лилии, вместе с тем распространив его действие на все Национальные гвардии Франции. В дальнейшем право на знак отличия распространилось на различных правительственных чиновников, государственных должностных лиц, муниципальных служащих, генералов и высших офицеров.
Во время Ста дней Наполеон I, декретами от 9 и 13 марта 1815 года, упразднил знак отличия Лилии, однако после его вторичного изгнания эти декреты утратили силу.
Королевским указом от 5 февраля 1816 года для Национальной гвардии Парижа вместо знака Лилии был учреждён новый знак отличия — Верности (фр. Décoration de la Fidélité).
В 1824 году знак отличия Лилии был передан под контроль Великого канцлера ордена Почётного легиона.
После прихода к власти короля Луи-Филиппа, королевским указом от 10 февраля 1831 года все знаки отличия, учреждённые в память о событиях 1814 и 1815 годов, в том числе и знак Лилии, были упразднены.

## Описание

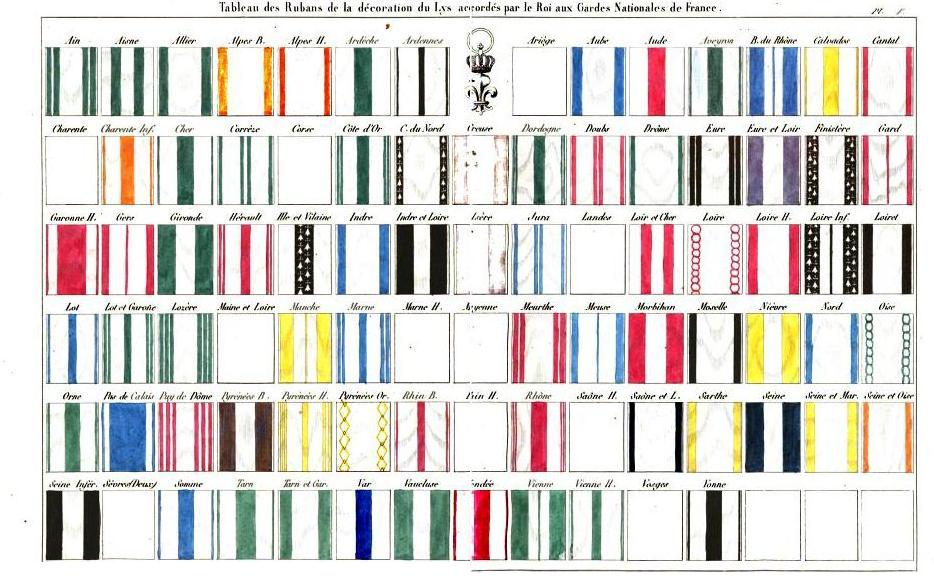
Варианты ленты ордена Лилии

Знак — изначально, серебряный в виде стилизованного цветка лилии (фр. fleur de lys), подвешенный к ленте. Приказом от 9 мая 1814 года над лилией введена королевская корона, в верхней части которой имеется кольцо, через которое пропускается лента.
Помимо официального знака употреблялись знаки произвольного оформления, в том числе в виде мальтийского креста с изображениями короля и лилий, что неоднократно вызывало приказы с указанием неуклонно следовать официальным образцам.
Лента — шёлковая муаровая белого цвета. Приказом от 9 мая 1814 года на ленту введена розетка из такой же ленты, а на ленте для Национальной гвардии Парижа, для отличия от Национальных гвардий прочих регионов Франции, повелено вышивать герб столицы. Указом от 5 августа 1814 года для Национальной гвардии Парижа введена новая лента — белая, с синими, шириной 2 мм, полосками по краям. Указом от 5 февраля 1816 года департаментам Франции для своих Национальных гвардий разрешено учредить свои особенные ленты. Из 86 департаментов этим правом воспользовались 74, и только у 12 лента осталась оригинальная — белая.
Приказом от 9 мая 1814 года на гражданской одежде разрешено носить, вместо самого знака, отрезок ленты, приколотый прямоугольной пряжкой, на которой закреплено изображение лилии и короны (иногда окружённых лавровыми ветвями).

## Комментарии
1. ↑  В официальных документах награда именовалась décoration (фр. — знак отличия), но уже вскоре после учреждения в самой Франции (в основном в монархических кругах, для поднятия престижа), а затем и в мировой фалеристической литературе, за наградой закрепилось именование ordre (фр. — орден)[1][2]. Для традиционной наградной системы Франции употребление термина ordre характерно для учреждений, имеющих организацию по принципу древних рыцарских орденов (с гроссмейстером, капитулом и чёткой иерархией — орден Святого Духа, орден Почётного легиона), и не применимо для знаков отличия, не имеющих подобной организации (орден Лилии, Июльский крест).
2. ↑  Встречается также дата 15 апреля 1816 года[3][4].